# ČSD-Baureihe M 296.1
Die ČSD-Baureihe M 296.1 bzw. M 296.2 (ab 1988: Baureihe 853, 852) sind dieselhydraulische Triebwagen der einstigen Tschechoslowakischen Staatsbahnen (ČSD) für den Schnell- und Eilzugverkehr auf nichtelektrifizierten Hauptstrecken. Die Fahrzeuge stellen eine Weiterentwicklung der seit 1966 gebauten Triebwagen der Baureihe M 286.0 (heute: Baureihe 850) dar.

## Geschichte
Der Triebwagen wurde in dieser Bauform für den Betrieb des „Vindobona“-Expresszuges Berlin–Prag–Wien konstruiert. Für diesen Einsatz verkehrte der Triebwagen von Mai 1969 bis Mai 1972. Insgesamt wurden 35 Exemplare der Triebwagen beschafft. Zur Komplettierung eines Zuges konnten bis zu vier Mittelwagen zwischen zwei entsprechend gedrehten Motorwagen eingestellt werden, von denen eine größere Anzahl für die entsprechenden Verwendungszwecke geliefert wurden.
Bis 2006 wurden die Motorzüge schrittweise zur ČD-Baureihe 854 rekonstruiert. Hierbei kam es zu einer Remotorisierung und Neuausstattung des Fahrgastraums.

## Technische Merkmale
Die Motorwagen werden durch den Motor vom Typ KS 12 V 170 DR mit einer Leistung von 588 kW bei 1470/min angetrieben. Die Leistungsübertragung erfolgt über ein hydrodynamisches Dreiwandlergetriebe auf zwei Antriebsachsen. 
Jeder Maschinenwagen verfügt über zwei Führerstände, von denen auch weitere Motorwagen gesteuert werden können.
Dadurch ergeben sich zwei Frontpartien des Triebwagens; eine Frontpartie hat einen geschlossenen Wagenübergang mit ausklappbaren Gummiwülsten zu den angekuppelten Beiwagen, die andere Frontpartie ist ohne Übergang.
Zwischen den Führerständen befindet sich der Motorraum, ein WC und ein Großraum für 48 Reisende 2. Klasse. Der 24.790 mm lange Wagenkasten wird von den beiden zweiachsigen Drehgestellen getragen. Die Höchstgeschwindigkeit beträgt 120 km/h.

## Einsatz

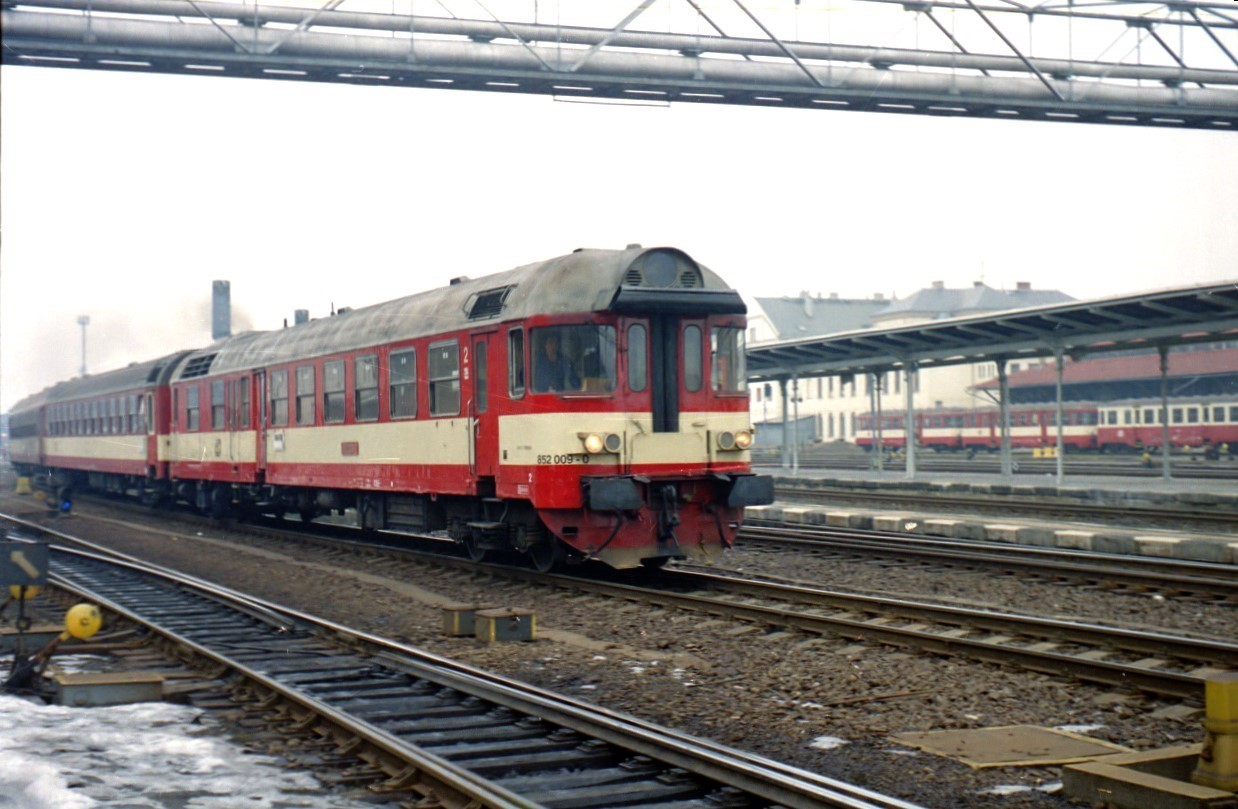
Schnellzug mit führenden 852.009 im Bahnhof Liberec (2003)

Außer dem Betrieb für den „Vindobona“-Express wurden die Triebwagen von Anfang an im hochwertigen Schnellzug-, Personenzug- und Eilzugdienst auf nichtelektrifizierten Strecken eingesetzt, wo auch heute noch einige verkehren. Bevorzugtes Einsatzgebiet sind die Strecken um Hradec Králové und Chomutov.